# Arrhoges occidentalis
Arrhoges occidentalis es una especie de caracol marino de tamaño mediano, siendo un molusco gasterópodo marino de la familia Aporrhaidae.
Morton (1956) considera a Arrhoges occidentalis el miembro más primitivo de la familia Aporrhaidae.

## Distribución
Esta especie tiene una distribución infralitoral, circalitoral y batial en el noroeste del océano Atlántico, y a lo largo de la costa norteamericana desde Labrador hasta Massachusetts y Carolina del Norte. Vive en arena o fango, alcanzando profundidades entre los 10 m y 550 m. Cerca de Carolina del Norte, se le suele encontrar en aguas profundas.

## Descripción
La concha blanca-amarillenta es resistente y posee una espira alta y puntiaguda. Su longitud se encuentra entre los 4.1 y 6.4 cm. La concha tiene entre 8 y 10 vueltas redondeadas, cada una de las cuales presenta muchas costillas axiales fuertes y curvadas entrecruzadas en la capa exterior por líneas espirales finas, las cuales pueden verse erosionadas. La vuelta corporal contiene entre 20 y 25 pliegues. La abertura es larga y angosta. Posee un labio exterior grueso, blanco y brillante, cuya forma sugiere una expansión triangular y parecida a un ala. La zona parietal y el labio exterior se ven engrosados internamente. El pequeño opérculo es rugoso y tiene forma de garra. Es angosto y tiene bordes lisos.
La longitud de concha máxima registrada es 70 mm.

## Hábitat
La profundidad mínima registrada para esta especie es de 3,5 m; la profundidad máxima registrada es de 1829 m.

## Alimentación
Utiliza su proboscis para buscar comida entre la arena o la grava fangosa. Se alimenta de partículas de macroalgas, las diatomeas bentónicas Pleurosignia sp., en detrito y en restos de materia animal, como las espículas de esponja.

## Ciclo de vida
Los sexos son hermafroditas separados o simultáneos. La autofertilización usualmente es impedida por varios mecanismos. La cópula sucede de noche, en los meses de marzo y abril. Los pequeños huevos son depositados en la arena o detrito individualmente o en pequeños grupos. Las larvas son móviles y se alimentan de plancton.

## Depredadores
Los depredadores potenciales del Arrhoges occidentalis son el gasterópodo Colus stimpsoni Dall, 1902, el cangrejo Cancer irrotatus Say, 1817, y el pez lobo Anarhichas lupus Linnaeus, 1758. Los labios externos bien desarrollados de los adultos les dan una protección adecuada ante las pinzas de Cancer irrotatus.